# Snu Abecassis
Snu Abecassis (* 7. Oktober 1940 als Ebba Merete Seidenfaden in Kopenhagen; † 4. Dezember 1980 bei Camarate) war eine dänische Publizistin in Portugal. Bekannt wurde sie durch ihren engagierten Verlag D. Quixote und insbesondere durch ihre Beziehung zum portugiesischen Premierminister Francisco Sá Carneiro, mit dem sie bei einem Flugzeugabsturz ums Leben kam.

## Leben
Snu Abecassis wurde als Tochter des dänischen Journalistenehepaars Erik und Jytte Seidenfaden geboren. Sie war eine Halbschwester von Tøger Seidenfaden. Ihre Eltern nannten sie bald nur Snu, eine schwedisch-dänische Bezeichnung für jemanden Schlaues. Sie kam auf ein britisches Internat nahe London, wo sie den Portugiesen Vasco Abecassis kennenlernte. Er wurde danach Student an der Harvard University, während sie in Boston studierte. 1962 heirateten sie und zogen nach Lissabon. Dort traf die von liberalen Überzeugungen geprägte Snu Abecassis auf die gesellschaftlich-politisch angespannte Situation der repressiven Salazar-Diktatur. Daraufhin gründete sie den Verlag Edições Dom Quixote und veröffentlichte der Diktatur unangenehme Werke zu Themen wie der Antibabypille, dem Vietnamkrieg oder den Krisen innerhalb der katholischen Kirche. Snu Abecassis geriet in der Folge zunehmend ins Visier der Geheimpolizei PIDE, insbesondere nachdem ihr Verlag 1967 den sowjetischen Autor Jewgeni Jewtuschenko nach Portugal eingeladen hatte.
Besonders nach der Nelkenrevolution am 25. April 1974 bewegte sie sich in den aufblühenden intellektuellen und politischen Zirkeln im Land. Dabei machte sie die Bekanntschaft von Francisco Pinto Balsemão und lernte Francisco Sá Carneiro kennen, mit dem sie eine Beziehung einging. Sie beendete ihre sich bereits auflösende Ehe mit Vasco Abecassis, während Sá Carneiro keine Einwilligung seiner Frau in eine Scheidung bekam, von der er bereits länger getrennt lebte. Snu Abecassis und Sá Carneiro zogen dennoch zusammen und traten gemeinsam öffentlich auf, was für Aufsehen in der portugiesischen Gesellschaft sorgte. Zum einen wurde das Zusammenleben des Politikers mit einer anderen Frau als seiner ehelich angetrauten Gattin als skandalös empfunden, zum anderen gilt die Beziehung zwischen dem portugiesischen Politiker und der dänischen Intellektuellen bis heute als eine romantische Liebesbeziehung.
Am 4. Dezember 1980 befand sich das Paar in einem Cessna-Flugzeug auf dem Weg nach Porto, zusammen mit dem Verteidigungsminister Adelino Amaro da Costa und dessen Gattin. Das Flugzeug stürzte kurz nach dem Start bei Camarate nahe Lissabon ab; alle Insassen starben.
Der Absturz galt zunächst als Unfall; später wurden Indizien dafür gefunden, dass eine Bombe an Bord explodiert war.
Unter der Regie von Patrícia Sequeira entstand der 2019 veröffentlichte biografische Kinofilm Snu. Inês Castel-Branco spielte die Rolle von Snu Abecassis.

## Film und Fernsehen
- 2001: Camarate; Regie: Luís Filipe Rocha – Spielfilm über den Flugzeugabsturz, bei dem Snu Abecassis 1980 starb
- 2018: 3 Mulheres (Fernsehserie); Regie: Fernando Vendrell – Fernsehserie über die Schriftstellerin Natália Correia (gespielt von Soraia Chaves), die Verlegerin Snu Abecassis (Victória Guerra) und die unter ihrem Pseudonym Maria Armanda Falcão schreibende Journalistin Vera Lagoa  (Maria João Bastos) und ihre oppositionelle Rolle vor der Nelkenrevolution 1974
- 2019: Snu; Regie: Patrícia Sequeira – Spielfilm-Biopic über Snu Abecassis